# Hana monogatari
Hana monogatari (花物語) est une collection de 52 nouvelles shōjo (pour filles) de Nobuko Yoshiya publiées entre 1916 et 1926 dans les deux magazines Shōjo gahō et Shōjo Club. Première œuvre professionnelle de l'autrice, Hana monogatari est une œuvre fondatrice de la littérature shōjo. Les nouvelles de cette collection traitent principalement de relations esu, une forme d'amitié romantique entre filles et jeunes femmes.